# Яйценосни животни
Яйценосни животни или Овипарни животни – животни, чийто зародиш се развива извън майчиния организъм след снасяне на яйцето, при съответни условия (температура, влажност и др.). Яйценосни животни са повечето безгръбначни, също риби, земноводни, влечуги, птици, а при бозайниците само еднопроходните.
Яйценосни - принадлежат към класа бозайници, подклас клоакални. Сред всички известни гръбначни, еднопроходните са най-примитивните. Видът е получил името си поради наличието на специална характеристика сред представителите му. Яйценосните все още не са се приспособили към живораждане и снасят яйца, за да възпроизведат потомството и след като бебетата бъдат освободени, те ги хранят с мляко.